# Hiracodontins
Els hiracodontins (Hyracodontinae) són una subfamília extinta de mamífers perissodàctils que visqueren a l'hemisferi nord entre l'Eocè mitjà i l'Oligocè superior. Els gèneres purament nord-americans inclouen Hyracodon, Epitriplopus i Triplopides, tots tres dels Estats Units, mentre que l'únic gènere exclusivament asiàtic és Ardynia, de Geòrgia, Mongòlia i la Xina. Triplopus vivia tant en un continent com en l'altre. Es diferencien d'altres hiracodòntids pel fet de tenir els ectolofs de les dents premolars aplanats i els parastils reduïts. Algunes classificacions situen Triplopus en la seva pròpia subfamília.